# ゾッカ
ゾッカ（伊: Zocca）は、イタリア共和国エミリア＝ロマーニャ州モデナ県にある、人口約4,600人の基礎自治体（コムーネ）。

## 地理

### 位置・広がり

#### 隣接コムーネ
隣接するコムーネは以下の通り。括弧内のBOはボローニャ県所属を示す。
- カステル・ダイアーノ (BO)
- グイーリア
- モンテーゼ
- パヴッロ・ネル・フリニャーノ
- バルサモッジャ (BO)
- ヴェルガート (BO)

### 気候分類・地震分類
ゾッカにおけるイタリアの気候分類 (it) および度日は、zona F, 3240 GGである。
また、イタリアの地震リスク階級 (it) では、zona 3 (sismicità bassa) に分類される。

## 行政

### 分離集落
ゾッカには、以下の分離集落（フラツィオーネ）がある。
- Ciano, Missano, Montalbano, Montecorone, Montetortore, Monteombraro, Rosola